# Церковь Богоявления Господня (Одоев)
Церковь Богоявления Господня — православный храм на площади им. Ленина (Хлебной, Торговой) в посёлке Одоеве Тульской области.
Ранее, до постройки новой, находилась на территории старого Одоевского городища.

## Описание
В письменных источниках церковь упоминается как Сергиевская за 1616 год в «Одоевской дозорной книге поместных и вотчинных земель письма и дозора Ивана Шулепова и подъячего Ивана Федотьева», где описаны городовые укрепления Одоева и сказано: «Да к тому же городу два острога. Острог Меньшой, косой, … Да в том же Меньшом остроге церковь Преподобного Сергия Радонежского Чюдотворца да предел Святых Мученик Форола и Лавра, древяна, клетцки. А в церкве Божия милосердия …».
Прежняя церковь была разобрана по причине своей ветхости в 1790 году. В 1794 на средства прихожан и одоевского купца Алексея Ивановича Серебренникова на новом месте — на Хлебной площади было начато строительство нового каменного храма во имя Богоявления Господня с приделами: южный — в честь Чудотворца Сергия Радонежского — прежнего именования церкви; северный — святых-бессребреников Космы и Дамиана. Закончили строительство в 1804 году. В состав церковного прихода входили часть жителей самого Одоева и пригородная Стрелецкая слобода. Имелась церковно-прихо́дская школа. При церкви имелись торговые лавки, сдаваемые в аренду во время базарных и ярмарочных дней на Торговой (Хлебной) площади.
В 1819 году храм был окончательно достроен. В 1847 году к храму была пристроена каменная колокольня высотой в шпиле 48 метров. На колокольне имелись семь колоколов, самый большой из которых имел вес 230 пудов (пожертвован одоевским купцом Михаилом Алексеевичем Толстиковым).
В 1886 году на площади на том месте, где был общественный колодец, построили каменную часовню во имя святого князя Александра Невского в память о царе Александре II Освободителе. Эта часовня была приписана к Богоявленской церкви.
Закрыли церковь в 1930-е годы, были разрушены завершения и верхние ярусы пятиярусной колокольни, сняты колокола. Храм был капитально перестроен. В советское время в нём находились производственные цеха сушильного, затем консервного заводов, в настоящее время (2021) здание заброшено. В 2017 году был выполнен проект реставрации здания храма, в 2019 году выполнены работы по восстановлению стены алтаря. Дальнейшие восстановительные работы не проводятся в связи с отсутствием финансирования, здание продолжает разрушаться.

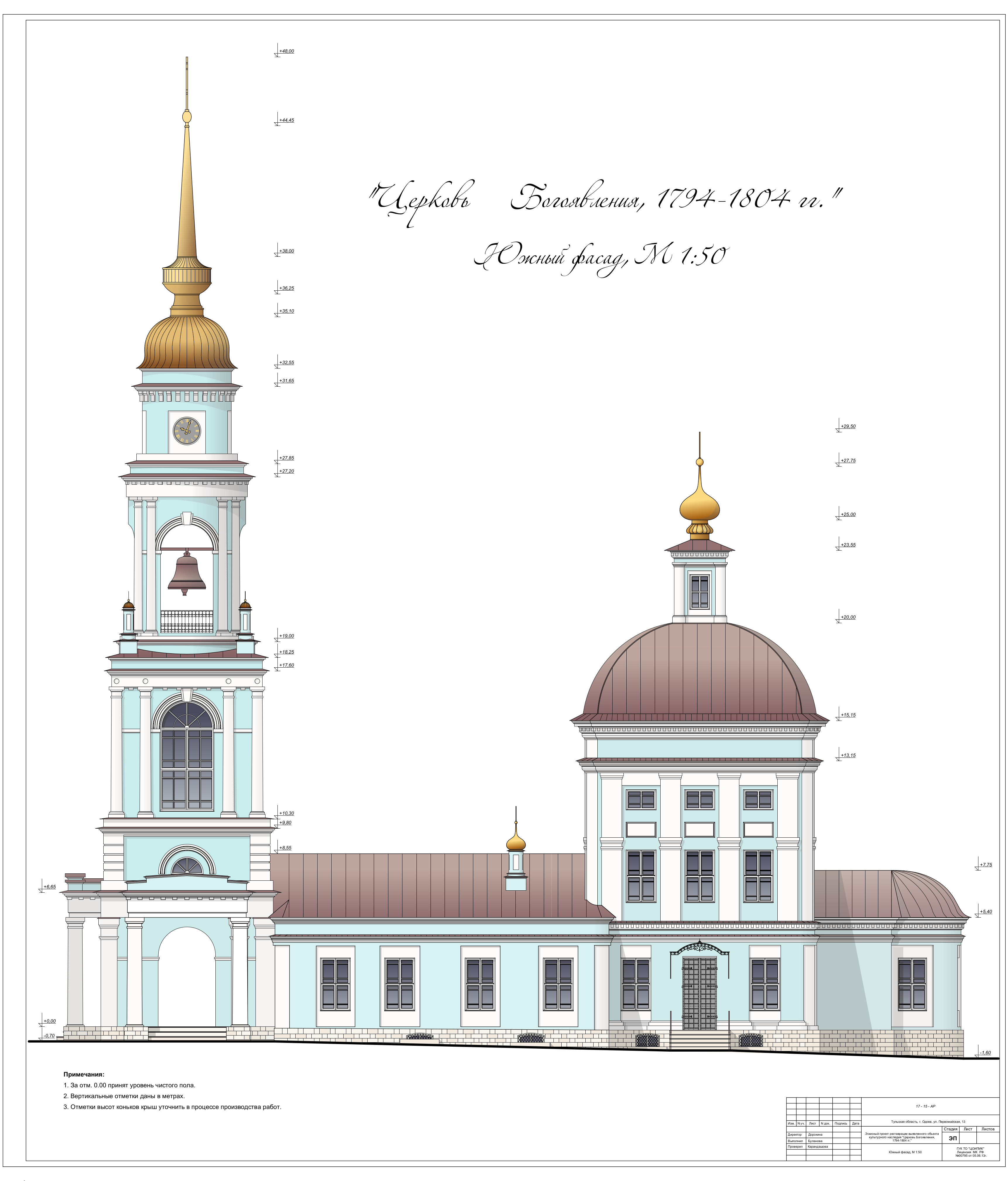
Проект реставрации Богоявленской церкви 1794—1804 гг.
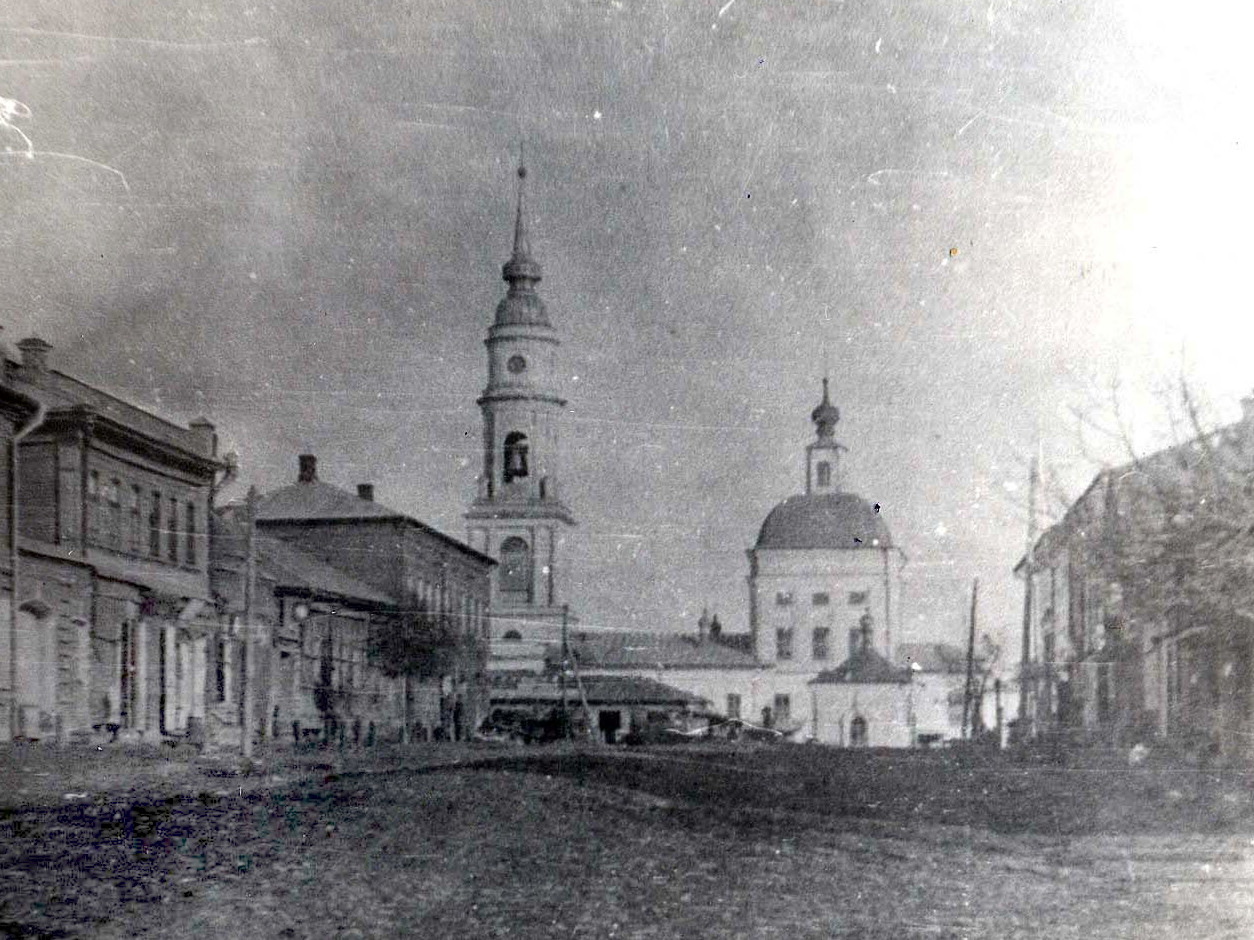
Церковь Богоявления Господня в Одоеве (до 1917)
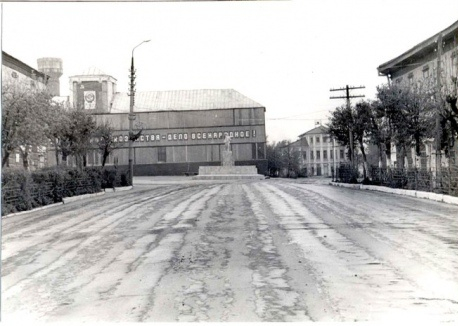
Здание церкви, превращённое в часть производственных площадей консервного завода (1977)
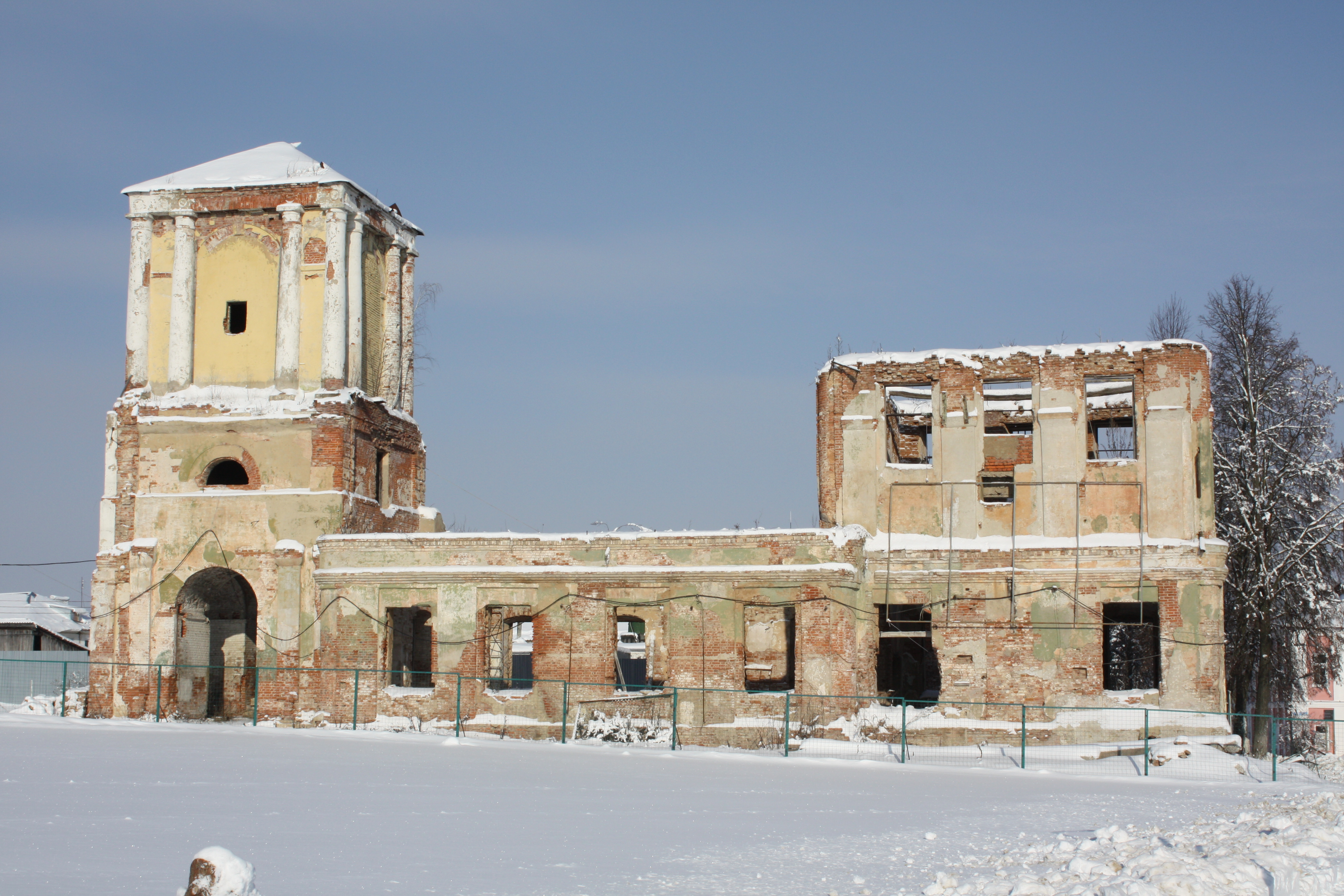
Исходное состояние до начала реставрации. Здание церкви очищено от пристроенных в советское время цехов консервного завода (2018)